# فرانسوا اوزون
فرانسوا اوزون (به فرانسوی: François Ozon، زاده ۱۵ نوامبر ۱۹۶۷) کارگردان و فیلم‌نامه‌نویس فرانسوی است. وی تحسین بین‌المللی را برای فیلم‌های ۸ زن (۲۰۰۲) و استخر شنا (۲۰۰۳) به دست آورد؛ و فیلم‌هایش عموماً با نگاه هزل‌آمیز و لطافت طبع نافذ و اتخاذ دیدگاهی آزادانه نسبت به جنسیت انسانی تعریف و توصیف می‌شود. اوزون در میان کارگردان موسوم به «موج نوی جدید» فرانسه از جمله فیلیپ راموس، ایو کامو و ژان پل سیوریاک، موفق‌ترین محسوب می‌شود.

## زندگی و حرفه
فرانسوا ازون و جهان‌بینی آثارش اساساً یک جور ناجوری غریب و تک‌افتاده‌اند. او کیفیت روابط انسانی را به حدی از پیچیدگی رسانده که پیش از این در سینما کم‌تر دیده شده‌است. او دنیایی شبیه به فاسبیندر دارد؛ اما اگر آدم‌های کج و کوله و نامتعارف فاسبیندر در دنیایی آمیخته به رگه‌هایی از ابزوردیسم سیر می‌کردند، قصه‌های ازون با پرداختی ناتورالیستی و به‌شدت بی‌پرده روایت می‌شوند و همین کیفیت صریح و گزنده، آن‌ها را ملموس و رعب‌آور می‌کند. هنر ازون در ترسیم کنش‌ها و واکنش‌هایی است که در عین دراماتیک بودن، غافل‌گیرکننده، بدیع و علیه قراردادهای معمول‌اند. سینمای ازون کیفیت جسمانی و روحانی عشق، و زنانگی و مادرانگی را از منظری دیگر تعریف می‌کند. او با این فیلم در کنار پنج در دو و وقت رفتن سه‌گانه‌ای منحصربه‌فرد را شکل می‌دهد؛ دگراندیشی در عشق و مرگ.

## فیلم‌شناسی
- ۲۰۲۳: جرم من
- ۲۰۲۲: پیتر فون کانت
- ۲۰۲۱: همه چیز خوب پیش رفت
- ۲۰۲۰: تابستان ۸۵
- ۲۰۱۹: به لطف خدا
- ۲۰۱۷: عاشق دوگانه
- ۲۰۱۶: فرانتس
- ۲۰۱۴: دوست‌دختر جدید
- ۲۰۱۳: جوان و زیبا
- ۲۰۱۲: در خانه
- ۲۰۱۰: پوتیچ
- ۲۰۰۹: پناهگاه
- ۲۰۰۹: ریکی
- ۲۰۰۷: فرشته
- ۲۰۰۵: وقت رفتن
- ۲۰۰۴: پنج در دو
- ۲۰۰۳: استخر
- ۲۰۰۲: ۸ زن
- ۲۰۰۰: زیر شن
- ۲۰۰۰:  قطره‌های آب بر سنگ‌های گدازان
- ۱۹۹۹: عشاق جنایتکار
- ۱۹۹۸: کمدی موقعیت
- ۱۹۹۸: ایکس ۲۰۰۰ (فیلم کوتاه)
- ۱۹۹۷: دریا را ببین (فیلم کوتاه)
- ۱۹۹۶: لباس تابستانی (فیلم کوتاه)
- ۱۹۹۳: ویکتور (فیلم کوتاه)